# سیارک ۸۰۷

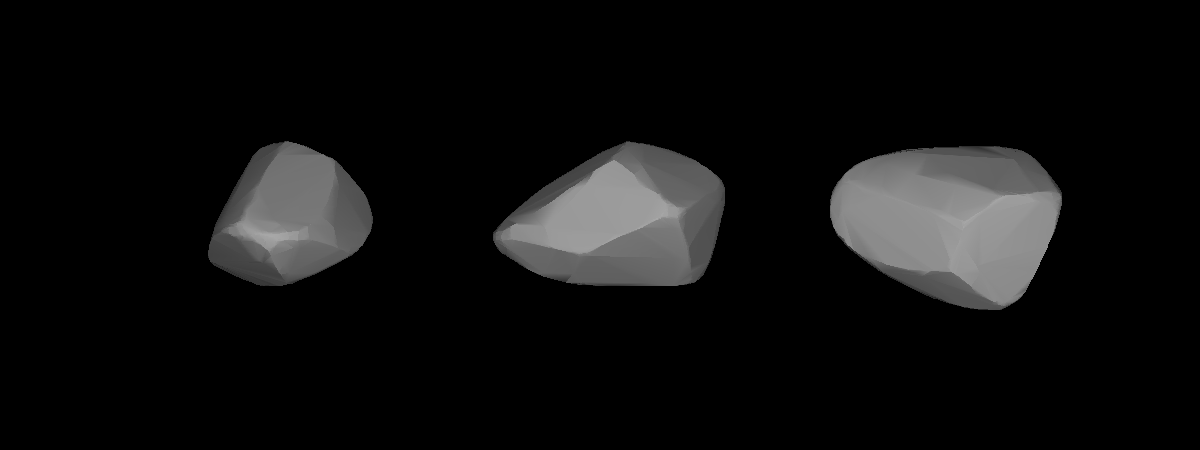
مدل سه‌بُعدی سیارک ۸۰۷ بر اساس منحنی نور آن

سیارک ۸۰۷ (به انگلیسی: 807 Ceraskia، نامگذاری:1915WY) هشتصد و هفتمین سیارک کشف شده‌است که در ۱۸ آوریل ۱۹۱۵ و در هایدلبرگ کشف شد.
قدر مطلق سیارک برابر ۱۰٫۵۶ است.